# Ілля Антонін Догнал
Антонін Догнал (в монашестві Ілля, чеськ. Eliáš Antonín Dohnal; нар. 1946, Глук, Оломоуцький край, Моравія, Чехія) — самопроголошений патріарх Ілля самопроголошеного Візантійського Католицького Патріархату.

## Короткі дані
Ім'я: архієпископ (самопроголошений) Ілля (Антонін) Догнал, ЧСВВр

Освіта: римо-католицька духовна семінарія у Літомержіце

Священичі свячення: 1972, Чехословаччина
- Навчався на священника в Літомержіце, служив парохом у парафії Оломоуцької дієцезії[2].
- Будучи римо-католицьким священником, Антонін Догнал поводиться неординарно (забороняє тяжко хворим вживати ліки, не виконує свого пастирського служіння)[4].
- За його неправильні вчинки моравський єпископ вилучив отця Антоніна з єпархії.[2]
- За даними газети «Експрес», Догнал з 1978 року працював на комуністичні спецслужби. Був у реєстрі так званих довірених осіб, (рос. секретный сотрудник, або сексот), які були зареєстровані в картотеці КДБ. Мав у списку № 23 064 та псевдо «Тонек».[2]
- Вступ до Чину св. Василія Великого, зміна обряду: 1991 рік, Варшава
- Перебуваючи у василіанському новіціяті, Антонін (Ілля) Догнал робить спробу обманути римо-католицького оломоуцького єпископа Яна Граубнера, звертаючись до нього нібито від імені василіанського провінціала[4].
- Докторат з теології у Карловому Університеті, Прага
- Викладач догматики (Пряшів, Словаччина)
- Чехія, 1989 рік, переломний момент для країни… Антонін Догнал пробує змінити вибір чехів на голосуванні. Він каже, що його слово — «пророче», а тому президентом Чехії має стати не Вацлав Гавел, а його конкурент. Група сектантів Догнала на радіостанції організовує спеціальну кампанію проти народного кандидата в президенти — Вацлава Гавела. Двічі його сектанти будуть пробувати захопити місцеві монастирі. Один раз — храм у Празі.[2]
- У 2003 році спробував разом з і ще двома ченцями-василіанами створити власну структуру в Чехії. Не отримавши підтримки від католицьких структур, Антонін Догнал звертається за допомогою до протестантської деномінації — Чехословацької Гуситської церкви[5], серйозно нехтуючи канонічними приписами Католицької Церкви, до якої у цей момент він ще належить.
- Напередодні вирішальних виборів 2004-го року Антонін Догнал з'явився в Україні.[2]
- На початку 2005 року був виключений з Василіянського Чину за «поважні провини проти монаших і церковних законів, зокрема постійний непослух Настоятелям»[6]
- 3 березня 2008 року разом з іншими трьома особами проголосив себе таємно висвяченим єпископом[7]. Його єпископські свячення не зафіксовані в офіційних довідниках Католицької Церкви. Цим самим порушив як і Партикулярне прово УГКЦ і ККСЦ[8] Також сам А. Догнал не надав жодних доказів, що проголошені ним і його співучасниками свячення взагалі мали місце.
- У 2008 році законною владою УГКЦ покараний карою великої екскомуніки (відлученням від Церкви) за «незаконне присвоєння уряду та незаконне виконування служіння (порушення кан. 1462 ККСЦ); розпалювання бунту та ненависті проти місцевого ієрарха Владики Михаїла (Колтуна) і Верховного Архієпископа Києво-Галицького Любомира (Гузара) та підбурювання підлеглих до непослуху щодо них (порушення кан. 1447 § 1 ККСЦ); нанесення кривди та важкої шкоди добрій славі вищезгаданих осіб та інших ієрархів УГКЦ через наклепи (порушення кан. 1452 ККСЦ)»[9]
- 7 жовтня 2008 року Найвищий Трибунал Католицької Церкви, Апостольська Сигнатура залишила вирок Колегіального трибуналу Сокальсько-Жовківської єпархії УГКЦ у силі, підтвердивши тим самим правосильність накладеної на них екскомуніки, тобто відлучення від Церкви.

- 11 серпня 2009 року разом з іншими особами заснував Українську правовірну греко-католицьку церкву[11]
- 5 квітня 2011 року Синод єпископів Української правовірної греко-католицької церкви оголосив про заснування «Візантійського Католицького Патріархату» і обрання Іллі Догнала першим патріархом цієї новоствореної структури[12].
- 1 травня 2011 року проголосив «відлучення від Церкви Римських Пап» Івана Павла II (посмертно) і Бенедикта XVI, оголосив, що папський престол з цього моменту вакантний, а також закликав всіх католицьких священників перестати згадувати в Літургії ім'я Бенедикта XVI і місцевого єпископа, стверджуючи, що в протилежному випадку Літургія буде недійсною[13]. Газета «Експрес» за 19-26 липня 2012 року: «Ми нарахували їх 5 032. Анафеми накладені на всіх — починаючи від Обами й Ангели Меркль і закінчуючи Папою Римським, Патріархами Кирилом і Філаретом. З усіх відомих світових лідерів Догнал не наклав анафеми лише на одну людину — на Путіна. Колишнього офіцера КДБ Путіна.»[14]
- 19 липня 2011 року, пізно ввечері, стався інцидент біля приміщення колишньої каплиці отців редемптористів на вул. Плуговій, 6 у Львові. Громадянин Чехії і лідер нелегальної релігійної групи Антонін Догнал вдарив у голову місцеву мешканку, в результаті чого вона отримала струс мозку і забій щелепи. Після цього він був затриманий працівниками міліції. При цьому він чинив опір, і лише за допомогою спецпідрозділу «Беркут» його було посаджено в машину міліції. Оскільки Антонін Догнал поводився дуже агресивно, його спробували завезти у райвідділ міліції, щоби встановити його особу і взяти пояснення. Проте колишні монахині стали на його захист. Сам він також чинив спротив, і лише за допомогою бійців «Беркуту» його було посаджено в автомобіль міліції і затримано у Шевченківському райвідділі міліції м. Львова.[15]
- 20 липня 2011 року відбулось слухання справи за фактом чинення опору працівникам міліції при затриманні та нанесення тілесних ушкоджень громадянці Г. громадянином Чехії Антоніном Догналом.

Суд визнав Догнала винним у вчиненні адміністративного правопорушення, передбаченого ст. 173 Кодексу України про адміністративні правопорушення (дрібне хуліганство). І присудив йому мінімальне передбачене цією статтею покарання у розмірі трьох неоподаткованих мінімумів доходів громадян, тобто 51 гривню. Судове слухання справи тривало декілька годин і завершилося після 21.00. Було заслухано свідків з обох сторін. Прихильники Догнала обіцяли опонентам, що вони «горітимуть в пеклі». Антоніну Догналу загрожує депортація з України.
- 27 серпня 2011 року прийнято рішення про заборону в'їзду на територію України громадянину Чехії Антоніну Догналу.

- 29 березня 2012 року Конгрегація віровчення оприлюднила «Декларацію про канонічний статус самозваних підгорецьких греко-католицьких єпископів», у якій стверджено, що Апостольський Престол «не визнає дійсності їхніх єпископських свячень та всіх свячень, ними уділених, чи які будуть уділені». Також пригадується про те, що канонічним статусом Догнала, Гітюка, Шпіржіка та Обергаузера є екскомуніка, тобто виключення з церковного сопричастя. Крім того, звернено увагу на те, що «вживання назви католицька групами, які не визнані авторитетною церковною владою, згідно з каноном 19 Кодексу Канонів Східних Церков, є незаконним». Конгрегація перестерігає вірних про обов'язок не приєднуватися до вищезазначеної групи і закликає молитися за їх розкаяння[3].

- 6 вересня 2012 року Львівський окружний адміністративний суд ухвалив рішення повністю відмовити у позові громадянина Чехії Антоніна (Ілля) Догнала до головного управління МВС у Львівській області, якою він намагався визнати рішення про його депортацію незаконним.[17]